# 大都會 (1927年電影)
《大都會》（中文另譯名《科學世界》）（德語：Metropolis）是德國知名電影導演弗里茨·朗所執導的表現主義科幻默片，也是電影史上最重要的作品之一，於1927年1月10日於德國柏林首映。本片的製作成本達五百萬帝國馬克，是最昂貴的默片電影。2001年被聯合國教科文組織列為世界記憶項目。

## 概要
本片的初拍完成版本長達三小時半，德國柏林首映版本長達153分鐘（菲林長度為4189米，以每秒24格放映），後由發行商剪輯成約兩小時的版本於德國以及海外上映。不過基於票房收益與政治審查等因素，過去於世界各地上映的版本均為刪除了四分之一內容，片長不一的剪輯版。且自二次世界大戰後，本片的原始母片散佚世界各地難以尋齊，過去雖曾多次重映，但均非原本的完整版本。
2001年，穆瑙基金會主導的修復版本，在柏林影展面世，經多年發掘及考證後，約四分之一的片段在當時被認為可能永久散佚。同年9月4日，本片被聯合國教科文組織列為世界文獻遺產。
2008年，在阿根廷布宜諾斯艾利斯的電影博物館中，發現了本片的16毫米版拷貝，並找到其中約23分鐘失落片段畫面。影片經最新數位技術修復，搭配現場演奏原始配樂的147分鐘（長度為3945米）復元版本，於2010年柏林影展中重新上映，此版本目前已經推出藍光光碟及DVD。

## 劇情簡介
故事设置在2026年，电影完成的100年后，人类被分为两个阶层，生个截然不同的世界——权贵和富人都住在梦幻般的富丽大厦裡，每天过着享乐的生活；而贫穷的工薪阶层则长期被困在幽暗的地下城市，与冰冷的机器相伴，过着劳碌辛苦的人生。
大都会统治者弗雷德森（Fredersen）的儿子弗雷德（Freder）有一次看見地下城的漂亮女子瑪麗亞（Maria）时，令他著迷，之後尾隨她去看地下城，目睹一次致命工業意外，看到工作者们干活苦況，巨变便开始来临。
弗雷德森發現兒子有異，擔心工人發難，找科學家羅特旺（Rotwang）幫忙。瑪麗亞在地下城的教堂有很大的影響力，弗雷德森要求羅特旺製造貌似瑪麗亞的機械人，用它來煽惑工人暴動，便可藉口鎮壓。原來羅特旺的舊情人凱爾（Hel）是弗雷德的母親，他一早已做了個凱爾樣貌的機械人，可是羅特旺不懷好意，意圖摧毀弗雷德森的整個都會作報復。他捉了瑪麗亞，把機械人換成瑪麗亞的樣子。
弗雷德知道科學家的詭計，欲充當調停者，可是機械人挑起暴動，工人搗毀機器，導致洪水泛濫。洪水把地下城淹浸機器失靈，於是弗雷德與瑪麗亞千辛萬苦把地下城的小孩救出來。與此同時工人以為他們的孩子困在地下城被淹，憤怒的工人把機械人捉住當作女巫燒死。這時科學家羅特旺發了瘋，追着真正的瑪麗亞，羅特旺與弗雷德打起上來，羅特旺從屋頂上跌斃了。最後，管工帶領工人到教堂，瑪麗亞促調停者弗雷德帶着管工與城主弗雷德森一起握手和解，代表智慧與勞動要用心結合起來。

## 主要製作人員
- 導演：弗里茨·朗

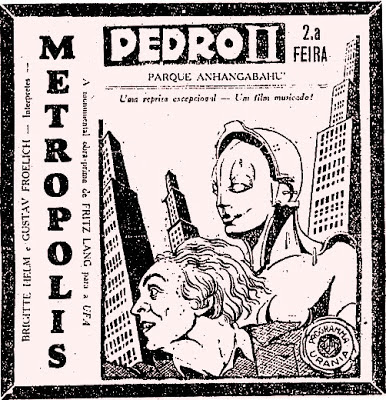
1930年的巴西广告

- 原作、編劇：蒂娅·冯·哈尔博（Thea von Harbou）
- 攝影：卡爾·弗罗因德（Karl Freund）、金特·里陶（Günther Rittau）
- 特殊攝影：欧根·许夫坦（Eugen Schüfftan）
- 美術：奧托·洪特（Otto Hunte）、埃里希·克特尔胡特（Erich Kettelhut）、卡尔·福尔布雷希特（Karl Vollbrecht）

## 評價
本片乃默片末期科幻片的经典之作，艺术价值非常之高，至今依舊極受推崇。片中犀利的思想性（以马克思主义为起点，以基督教精神为终点）和壮观的表现主义布景设计（基于导演对纽约的印象）及特效，还有用人体组成的几何图形，使得影片成为德国电影黄金时代的代表作。

## 影響
本片可謂是科幻电影的類型鼻祖，包括《星際大战》等著名现代科幻影片，都有许多场景借鉴本片的创意。2001年日本动画电影《大都会》靈感也源於本片。

## 幕后花絮
- 希特勒非常喜欢本片，多年后试图说服导演为纳粹效劳，但遭到拒绝。導演弗烈茲·朗本人具猶太血統，而他當時擔任本片編劇的妻子蒂亞·馮·哈尔博，則因後來政治立場傾向納粹，而造成兩人離異。
- 本片初映时遭到广泛排斥，其中一个原因是大萧条时期的德国最大的问题不是工人累死累活，而是找不到工作。

## 註解
1. 1 2 3 4  . berlinale.de.   [2010-04-29]. （原始内容存档于2018-01-16） （德语）.
2. ↑   黃海. . : 80頁 有提到此一事實，然而書中並未引注，不能排除黃海抄錄維基百科的可能.
3. ↑  .   [2010-04-29]. （原始内容存档于2010-03-03） （德语）.
4. ↑  .   [2010-04-29]. （原始内容存档于2018-01-15） （德语）.

## 外部連結
- 互联网电影数据库（IMDb）上《大都會》的资料（英文）
- Metropolis: A Film Far Ahead of its Time （页面存档备份，存于）
- 2010年復元版官網 （页面存档备份，存于）
- Digital restoration at ALPHA-OMEGA - About restoring 'Metropolis'